# Stephos arcticus
Stephos arcticus is een eenoogkreeftjessoort uit de familie van de Stephidae. De wetenschappelijke naam van de soort is voor het eerst geldig gepubliceerd in 1909 door Sars G.O..